# 短臂蛇鯔
短臂蛇鯔，為輻鰭魚綱仙女魚目合齒魚亞目合齒魚科的其中一種，分布於印度西太平洋區，從安達曼海至澳洲北部海域，棲息深度20-260公尺，體長可達38公分，為底棲性魚類，生活在泥底質的大陸棚，屬肉食性，以小型無脊椎動物及魚類為食，可做為食用魚。